# Маунтен-Лейкс (Нью-Гемпшир)
Маунтен-Лейкс (англ. Mountain Lakes) — переписна місцевість (CDP) в США, в окрузі Ґрафтон штату Нью-Гемпшир. Населення — 504 особи (2020).

## Географія
Маунтен-Лейкс розташований за координатами 44°7′28″ пн. ш. 71°57′40″ зх. д. / 44.12444° пн. ш. 71.96111° зх. д. (44.124581, -71.961207).  За даними Бюро перепису населення США в 2010 році переписна місцевість мала площу 9,43 км², з яких 9,14 км² — суходіл та 0,29 км² — водойми.

## Демографія
Згідно з переписом 2010 року, у переписній місцевості мешкало 488 осіб у 212 домогосподарствах у складі 135 родин. Густота населення становила 52 особи/км².  Було 417 помешкань (44/км²).
Расовий склад населення:
| - 95,3 % — білих - 1,2 % — корінних американців - 1,2 % — чорних або афроамериканців - 0,4 % — азіатів |

До двох чи більше рас належало 1,0 %. Частка іспаномовних становила 1,6 % від усіх жителів.
За віковим діапазоном населення розподілялося таким чином: 23,0 % — особи молодші 18 років, 64,1 % — особи у віці 18—64 років, 12,9 % — особи у віці 65 років та старші. Медіана віку мешканця становила 43,1 року. На 100 осіб жіночої статі у переписній місцевості припадало 101,7 чоловіків;  на 100 жінок у віці від 18 років та старших — 100,0 чоловіків також старших 18 років.
Середній дохід на одне домашнє господарство  становив 64 753 долари США (медіана — 47 155), а середній дохід на одну сім'ю — 70 737 доларів (медіана — 58 274). За межею бідності перебувало 1,4 % осіб, у тому числі 0,0 % дітей у віці до 18 років та 2,9 % осіб у віці 65 років та старших.
Цивільне працевлаштоване населення становило 256 осіб. Основні галузі зайнятості: транспорт — 23,4 %, виробництво — 21,1 %, науковці, спеціалісти, менеджери — 16,0 %, освіта, охорона здоров'я та соціальна допомога — 14,1 %.